# Phản neutron
Phản neutron là các phản hạt của neutron. Những hạt này đã được tìm ra bởi Bruce Cork vào năm 1956, một năm sau khi phát hiện ra phản proton. Phản neutron cấu thành bởi các phản quark, và có mômen lưỡng cực từ ngược với chính hạt: +1.91 µN cho phản neutron.